# 白口煙管蝸牛
白口煙管蝸牛（学名：Hemiphaedusa similaris）为煙管蝸牛科臺灣紡錘煙管蝸牛屬下的一个种。

## 型態描述
殼算是中型：高約13.0-18.2 mm，闊約4.0-4.8 mm:116。